# Chicken Boxer
Chicken Boxer er det niende album fra det keltiske band Gaelic Storm. Det blev udgivet 31. juli 2012.

## Spor
Alt arrangement er af Gaelic Storm.
1. "One More Day Above The Roses" – 3:53
2. "Irish Breakfast Day" – 4:31
3. "Rag And Bone Intro" – 1:06
4. "Rag And Bone" – 3:01
5. "Dead Bird Hill" – 3:59
6. "My Lucky Day" – 3:45
7. "The Bear And The Butcher Boy" – 5:08
8. "Whichever Way The Wind Blows" – 4:36
9. "Cúnla" – 4:36
10. "Out The Road" – 3:56
11. "I Can't Find My Way Home" – 3:08
12. "Marching Free" – 3:39
13. "Stone By Stone" – 3:32
14. "Where E're You Go" – 3:53
15. "The Storks Of Guadalajara" – 4:07
16. "Alligator Arms" – 3:28